# Angela Pagano
Angela Pagano (Napoli, 1º aprile 1937 – Napoli, 6 luglio 2024) è stata un'attrice italiana attiva dagli anni Cinquanta fino alla morte.

## Biografia
Nacque il 1º aprile 1937 nel quartiere Stella, nel Centro Storico di Napoli, figlia di un napoletano e di una marchigiana, e sorella maggiore di Marina Pagano. Il padre, Guglielmo Pagano, fu un bravo mandolinista e già a otto anni Angela incominciò a cantare accompagnando il trio di posteggiatori costituito dal genitore. Successivamente lavorò in un negozio di guanti. Nel 1958 debuttò nella commedia La fortuna con l'effe maiuscola di Eduardo De Filippo. Rimase con quest'ultimo per cinque anni, fino al 1962. Nel 1959 arrivò anche il suo debutto in televisione: l'attrice interpretò, infatti, ruoli secondari nelle commedie di Eduardo, tra cui Ditegli sempre di sì , Napoli milionaria,  Filumena Marturano e molte altre.
Il successo giunse quando Giuseppe Patroni Griffi la scelse per recitare un testo di Franca Valeri, Le catacombe (1962 - 1963), e nel 1967 la chiamò per Napoli notte e giorno, lo spettacolo che segnò la riscoperta di Raffaele Viviani.
Successivamente la Pagano recitò con attori anche loro napoletani, a cominciare da Pupella Maggio.
Negli anni successivi lavorò anche per il cinema. Nel 1969 recitò nel film Il seme dell'uomo accanto a Marzio Margine e Anne Wiazemsky. Nel 2004 fu in Peperoni ripieni e pesci in faccia, dove recitò accanto a Sophia Loren e F. Murray Abraham. In televisione fu interprete, nel 2006, della miniserie Assunta Spina di Riccardo Milani, e nel 2010 di Mannaggia alla miseria di Lina Wertmüller.
Recitò anche in diverse opere teatrali di Peppino De Filippo, come A Coperchia è caduta una stella; Cupido scherza e spazza; Il malato immaginario; Le metamorfosi di un suonatore ambulante e Quale Onore!.
Visse nel quartiere Chiaia a via Monte di Dio. Morì a Napoli il 6 luglio 2024 all'età di 87 anni. La salma venne esposta al pubblico al Teatro San Ferdinando dove lei debuttò negli anni Cinquanta, mentre i funerali furono celebrati nella chiesa di San Ferdinando a piazza Trieste e Trento.

## Filmografia

### Cinema
- Sogno di una notte di mezza sbornia, regia di Eduardo De Filippo (1959)
- Adultero lui, adultera lei, regia di Raffaello Matarazzo (1963)
- Vacanze sulla Costa Smeralda, regia di Ruggero Deodato (1968)
- Il seme dell'uomo, regia di Marco Ferreri (1970)
- Peperoni ripieni e pesci in faccia, regia di Lina Wertmüller (2004)
- Assunta Spina, regia di Riccardo Milani (2006), film tv
- Il nascondiglio, regia di Pupi Avati (2007)
- Mannaggia alla miseria, regia di Lina Wertmüller (2010)
- Napoli velata, regia di Ferzan Özpetek (2017)
- Come un gatto in tangenziale - Ritorno a Coccia di Morto, regia di Riccardo Milani (2021)
- Doc - Nelle tue mani, regia di Beniamino Catena e Giacomo Martelli (2022)
- Caracas, regia di Marco D’Amore (2024)

## Prosa televisiva Rai
- La fortuna con l'effe maiuscola, regia di Eduardo De Filippo, trasmessa il 17 aprile 1959
- Il medico dei pazzi, regia di Eduardo, trasmessa l'11 maggio 1959
- Sik-Sik, l'artefice magico di Eduardo De Filippo, regia di Eduardo e Stefano De Stefani, trasmessa il 1º gennaio 1962
- Filumena Marturano di Eduardo De Filippo, regia di Eduardo, trasmessa il 5 febbraio 1962
- Caviale e lenticchie di Scarnicci e Tarabusi, regia di Gennaro Magliulo, trasmessa il 26 dicembre 1964

## Discografia
- Jesce sole (1973)
- Io vi racconterò (1975)
- La vita mia (1985)

## Riconoscimenti
- Premio Flaiano Sezione teatro[2]
  - 2002 – Premio all'interpretazione per Persone naturali e strafottenti di Giuseppe Patroni Griffi